# Ausência (filme)
Ausência é um filme brasileiro, com co-produção chilena e francesa, de drama dirigido por Chico Teixeira e lançado em 2014 no Festival de Cinema do Rio. O filme conta a história de Serginho (Matheus Fagundes), um garoto que em meio ao despertar de sua adolescência precisa lidar com o sentimento de abandono de indivíduos centrais em sua vida.
O longa-metragem venceu os prêmios de melhor filme, diretor e roteiro na 48ª edição do Festival de Gramado.

## Enredo
Serginho (Matheus Fagundes) é um adolescente que, após o pai sair de casa, vê as suas responsabilidades aumentarem. O garoto acaba tomando para si o cuidado com a mãe (Gilda Nomacce), alcoólatra, e desenvolve um relacionamento protetor com o irmão mais novo. Ele trabalha em uma banca de feira junto com o tio, é também na feira que trabalham seus dois amigos, Mudinho e Silvinha, com quem divide seus sentimentos e intimidades. 
Ao fazer entrega de verduras para Ney (Irandhir Santos), chamado de “professor” por Serginho, o garoto estabelece uma relação afetuosa com aquele que o ajuda com o dever de casa, uma forma de suprir a ausência do pai. A confusão entre o despertar sexual, típico da sua idade, e a carência familiar faz o garoto se dar conta do sentimento de abandono que tomou conta de sua vida.

## Elenco
- Matheus Fagundes ... Serginho
- Irandhir Santos ... Ney
- Gilda Nomacce ... Luzia
- Thiago de Matos ... Mudinho
- Andréia Mayumi ... Silvinha
- Mateus Mariano ... Mateus
- Tony Ravan ... Lazinho
- Vinicius Zinn ... Formigão
- Francisca Gavilán ... Ivone
- Marcelo Rafael ... Policial da Delegacia

## Premiações
Ausência foi exibido pela primeira vez em outubro de 2014 no Festival de Cinema do Rio, onde saiu ganhador do prêmio especial do júri e o Troféu Redentor de “melhor ator” para o estreante Matheus Fagundes. Depois, foi selecionado para se apresentado no Festival de Berlim, na mostra Panorama. Em seguida, o filme foi o grande vencedor do Festival de Toulouse, principal mostra europeia dedicada ao cinema latino-americano. Quase um ano após a primeira exibição, tornou-se o grande vencedor do Festival de Gramado, sendo premiado em quatro categorias (melhor filme, direção, roteiro e trilha sonora).